# 葉禎
葉禎（？—1459年），字夢吉，廣東肇慶府高要縣人，明朝政治人物。
宣德十年（1435年）乙卯科廣東鄉試舉人。授潯州府同知，補鳳翔府同知，調慶遠府同知。當時兩廣瑤族民變，各地被賊寇侵攻，葉禎則募兵訓練。峒酋韋父強曾數次擊敗官軍，後被葉禎生擒，其餘黨忿而悉眾攻城，但旗山守將擁兵不救。天順三年（1459年）正月，賊寇圍攻雞刺等諸村，葉禎率三百人前往救援，途中與賊寇相遇交戰，葉禎與從子葉官慶及三百人均陣亡。明朝廷贈朝列大夫、廣西參議。